# Rad (jeu vidéo)
Pour les articles homonymes, voir RAD.
Rad est un jeu vidéo roguelike développé par Double Fine Productions et édité par Bandai Namco Entertainment. Il est sorti pour Microsoft Windows, Nintendo Switch, PlayStation 4 et Xbox One le 20 août 2019.

## Système de jeu
Rad est un jeu vidéo qui se joue dans une perspective isométrique, le joueur contrôle un adolescent dont le but est d'explorer une terre désolé généré procéduralement afin de trouver des effigies connues sous le nom de Respirateurs, des éléments qui peuvent restaurer les civilisations humaines après une apocalypse dévastatrice. Au fur et à mesure que le personnage explore la zone, ses gènes muteront, accordant au joueur des pouvoirs et des avantages supplémentaires. Pour chaque personnages, le joueur peut avoir des bonus passifs illimités et au plus de trois mutations actives. Si un personnage meurt, il sera remplacé par un autre.

## Développement
Lee Petty, le directeur de Headlander, a été le directeur de Rad. Le jeu a été inspiré par son adolescence et son amour pour l'esthétique des années 1980. À chaque partie, les capacités sont acquises au hasard. Selon Petty, cela crée différentes combinaisons, ce qui permet aux joueurs de mieux explorer les forces et les faiblesses de chaque mutation.
Le jeu a été officiellement annoncé en mars 2019 par Bandai Namco Entertainment. Le jeu est sorti sur Microsoft Windows, PlayStation 4, Nintendo Switch et Xbox One le 20 août 2019.

## Accueil
Rad a reçu des critiques généralement positives à sa sortie, selon l' agrégateur de critiques Metacritic.